# Ditha sumatraensis
Espèce
Synonymes
- Chthonius curvidigitatus Simon, 1899 nec Balzan, 1887
- Chthonius sumatraensis Chamberlin, 1923

Ditha sumatraensis est une espèce de pseudoscorpions de la famille des Tridenchthoniidae.

## Distribution
Cette espèce est endémique de Sumatra en Indonésie.

## Étymologie
Son nom d'espèce, composé de sumatra et du suffixe latin -ensis, « qui vit dans, qui habite », lui a été donné en référence au lieu de sa découverte, Sumatra.

## Publications originales
- Chamberlin, 1923 : On two species of Pseudoscorpion from Chile with a note in one from Sumatra. Revista Chilena de Historia Natural, vol. 27, p. 185-192
- Simon, 1899 : Contribution a la faune de Sumatra. Arachnides recueillis par M. J.-L. Weyers, a Sumatra. Annales de la Société Entomologique de Belgique, vol. 43, p. 78-125 (texte intégral).